# Ittolemma
Ittolemma is een geslacht van wantsen uit de familie van de Tingidae (Netwantsen). Het geslacht werd voor het eerst wetenschappelijk beschreven door Symonds & Cassis in 2014.

## Soorten
Het genus bevat de volgende soorten:

- Ittolemma credo Symonds & Cassis, 2014
- Ittolemma micula Symonds & Cassis, 2014
- Ittolemma teretis (Drake, 1947)